# كوينتن نيل
كوينتن نيل (بالإنجليزية: Quentin Neill)‏ هو لاعب كرة قدم بريطاني (وحمل سابقاً جنسية المملكة المتحدة لبريطانيا العظمى وأيرلندا) في مركز الظهير، ولد في 16 أبريل 1866 في غلاسكو في المملكة المتحدة، وتوفي في 9 أغسطس 1901 في ديربان في جنوب أفريقيا. لعب مع لينكولن سيتي أف سي ونادي كوينز بارك.